# Fürstenspiegel Karls IV.
Als Fürstenspiegel Karls IV. bezeichnet man in der älteren Forschung die um 1377 verfasste Schrift Epistola de lege et moribus Caesaris („Brief über die gesetzlichen und sittlichen Pflichten des Kaisers“), ein spätmittelalterliches Werk aus der Gattung der Fürstenspiegel, das im Umfeld des Kaisers Karl IV. verfasst wurde.
Ein namentlich nicht genannter Kaiser beschreibt dort die notwendigen Voraussetzungen ad gubernandum Romanorum Bohemieque regna (d. h. um das Römische Reich und das der Böhmen zu regieren). Der Brief ist als Antwort auf die Bitte des kaiserlichen Sohnes und Thronfolgers verfasst, ihm  die normam modumque regnandi (Regeln und Verfahrensweisen des Regierens) eines Herrschers darzulegen. Der Verfasser bemüht sich um einen an klassischen Vorbildern (Cicero) orientierten Stil und schöpft inhaltlich vor allem aus Augustinus und aus Petrarcas Abhandlung De avaritia vitanda (1358). Die Urheberschaft Karls IV., die der Herausgeber Samuel Steinherz vertrat, hat in der Forschung Widerspruch gefunden und wird heute nicht mehr angenommen.

## Ausgabe
- Samuel Steinherz: Ein Fürstenspiegel Karls IV., (Quellen und Forschungen aus dem Gebiete der Geschichte, Bd. 3), Prag 1925. Digitalisat